# Kylie Collins
Kylie Collins (* 4. Dezember 2002 in Savannah, Georgia) ist eine US-amerikanische Tennisspielerin.

## Karriere
Collins begann mit fünf Jahren das Tennisspielen und bevorzugt Hartplätze. Sie spielt bislang vorrangig auf der ITF Women’s World Tennis Tour, wo sie bislang fünf Titel im Doppel gewinnen konnte.

### College Tennis
Collins spielte von 2018 bis 2020 für die Damentennismannschaft LSU Tigers der Louisiana State University. Seit 2021 tritt sie für die Texas Longhorns der University of Texas at Austin.

## Turniersiege

### Doppel
| Nr. | Datum             | Turnier       | Kategorie | Belag     | Partnerin        | Finalgegnerinnen                        | Ergebnis          |
| --- | ----------------- | ------------- | --------- | --------- | ---------------- | --------------------------------------- | ----------------- |
| 1.  | 17. Juli 2021     | Evansville    | ITF W25   | Hartplatz | Robin Montgomery | Lauren Proctor Anna Ulyashchenko        | 5:6, 6:3, [10:2]  |
| 2.  | 13. November 2021 | Daytona Beach | ITF W25   | Sand      | Elysia Bolton    | Alexandra Osborne Alycia Parks          | 6:4, 6:74, [10:5] |
| 3.  | 18. Juni 2022     | Sumter        | ITF W25   | Hartplatz | Peyton Stearns   | Allura Zamarripa Maribella Zamarripa    | 6:3, 5:7, [10:7]  |
| 4.  | 5. Juli 2025      | Los Angeles   | ITF W15   | Hartplatz | Anita Sahdijewa  | Olivia Center Sophia Webster            | 6:3, 6:1          |
| 5.  | 12. Juli 2025     | San Diego     | ITF W15   | Hartplatz | Anita Sahdijewa  | Midori Castillo Meza Brandelyn Fulgenzi | 6:4, 6:0          |